# Hồng y Mazarin
Jules Mazarin, tên đầy đủ Giulio Raimondo Mazzarino (14 tháng 7 năm 1602 – 9 tháng 3 năm 1661) là một hồng y người Ý, người kế nhiệm Hồng y Richelieu, giữ chức thủ tướng Pháp từ năm 1642 tới khi qua đời. Hồng y Mazarin còn nổi tiếng nhờ những bộ sưu tập nghệ thuật và trang sức, đặc biệt là kim cương, một số ngày nay vẫn được trưng bày ở bảo tàng Louvre. Thư viện riêng của Hồng y Mazarin ngày nay trở thành thư viện Mazarine trong Institut de France tại Paris.